# Regeneron Pharmaceuticals
Regeneron Pharmaceuticals, Inc. — американська фармацевтична компанія зі штаб-квартирою у місті Террітаун, штат Нью-Йорк. Спочатку компанія була зосереджена на дослідженні нейротрофічних факторів та їх регенераційних властивостей, пізніше направлення було змінено на дослідження рецепторів цитокінів та тирозин-кінази.

## Продукція
- Касиривімаб/імдевімаб (REGEN-COV) — експериментальний препарат для лікування коронавірусної хвороби.[4]